# Klaus Eisenack
Klaus Eisenack ist ein deutscher Mathematiker und Umweltökonom. Er ist Professor für Ressourcenökonomik an der Humboldt-Universität zu Berlin.
1999 erlangte Eisenack ein Vordiplom in Philosophie und Volkswirtschaftslehre an der Carl von Ossietzky Universität Oldenburg, schloss jedoch mit einem Diplom in Mathematik 2001 ab. Von 2001 bis 2008 war er wissenschaftlicher Mitarbeiter am Potsdam-Institut für Klimafolgenforschung. In dieser Zeit wurde er 2006 in Mathematik an der Freien Universität Berlin promoviert. Von
2008 bis 2014 war er Juniorprofessor für Umwelt- und Entwicklungsökonomie in Oldenburg und Leiter der Forschungsgruppe „Chamäleon“. 2014 wurde er zum Professor für Volkswirtschaftslehre, insbesondere Umwelt- und Entwicklungsökonomie in Oldenburg berufen und ging 2016 als Professor für Ressourcenökonomik an die Humboldt-Universität zu Berlin.
Seine Arbeit zur Umwelt- und Ressourcenökonomik beschäftigt sich mit der Ökonomie des Klimawandels, insbesondere mit der Adaptation an Klimafolgen (Anpassung an die globale Erwärmung). Als Treiber sieht er dabei stark regulierte Sektoren mit langlebiger Infrastruktur, wie der Energiewirtschaft und den Verkehrssektor. Ebenfalls untersucht werden internationale Umweltregime und die Resilienz sowie politische Ökonomie des Energiesystems.
Klaus Eisenack ist außerdem bekannt durch die Entwicklung des Klimaspieles „Keep Cool“ mit seinem Doktorvater Gerhard Petschel-Held und seine Forschung zur Wirksamkeit von Planspielen zur Vermittlung des Klimawandels.